# Shōhei Ikeda
Shōhei Ikeda (jap. 池田 昇平, Ikeda Shōhei; * 27. April 1981 in Shizuoka, Präfektur Shizuoka) ist ein ehemaliger japanischer Fußballspieler.

## Karriere
Ikeda begann während der Grundschule mit dem Fußball im Verein Shimizu FC, spielte seit der Mittelschule in den Jugendmannschaften des Erstligisten Shimizu S-Pulse und wurde von diesem Verein nach seinem Schulabschluss im Jahr 2000 unter Vertrag genommen. 2005 wechselte er zu Sanfrecce Hiroshima, 2006 zum Zweitligisten Vegalta Sendai und 2007 zum Erstligisten JEF United Ichihara Chiba, mit dem er 2010 in die zweite Liga abstieg. Danach ging er zum Ehime FC und beendete 2012 seine Karriere beim FC Gifu.
Mit der japanischen Nationalmannschaft qualifizierte er sich für die Junioren-Fußballweltmeisterschaft 2001.

## Erfolge
- Kaiserpokal: 2001

## Auszeichnungen
- J. League Fairplay-Preis: 2003